# Safi al-Din Ardabili
Safi al-Din Ardabili, (né en 1252 - mort en 1334),,, qui a fondé l'ordre soufi des Safavides et donné son nom à l'État des Safavides. Il était un disciple de Şêx Zahid Gîlanî, le fondateur de l'ordre de Zahidiye. Grammairien érudit, il a laissé plusieurs poèmes en dialecte azéri. Safi al-Din Ardabili est devenu le beau-père de Şah İsmaîl. Safi al-Din Ardabili écrivait en azéri ancien et en persan. On dit qu'Erdebîlî a également écrit des poèmes en kurde. Les poèmes qui ont été préservés sont connus sous le nom de Dubeytî.
Selon Minorsky, le gendre de Safi al-Din Ardabili était un homme riche qui vivait dans Gilan. Plus tard, les rois kurdes lui donnèrent la région d'Erdebil. Sur un document, la généalogie d'Erdebîlî a été inscrite comme suit : Şêx Sefiyedîn Ebû Fetah Îsheq, fils de Şêx Amîn Cebraîl, fils de Salih Qudbedîn Ebûbekir, fils de Selahedîn Reşîd, fils de Mihemed Hafizê Kelamellah, fils de Cewad, fils de Pîroz Şahê Kurde de Sencan (Pîroz Şah Zêrînê Sencanî).

## Contexte
Safi est né en 1252/3 dans la ville d'Ardabil, située dans Azerbaïdjan—une région correspondant à la partie nord-ouest de l'Iran,—alors sous domination mongole. La ville, un centre commercial pendant cette période, était située dans une zone montagneuse, près de la mer Caspienne. Le père de Safi était Amin al-Din Jibrail, tandis que sa mère s'appelait Dawlati. La famille était d'origine kurde,,,,, et parlait persan comme langue principale. La vie du père de Safi est obscure; Ibn Bazzaz, dont le rapport est déformé, indique qu'Amin al-Din Jibrail est décédé lorsque Safi avait six ans, tandis que Hayati Tabrizi rapporte qu'il est né en 1216 et est décédé en 1287.

## Vie
Selon les chroniques hagiographiques, Safi était destiné à l'éminence dès sa naissance. Enfant, il a été instruit en religion, a vu des visions d'anges et a rencontré les abdal et awtad. Arrivé à l'âge adulte, il ne pouvait trouver un murshid (guide spirituel) qui le satisfaisait, et partit donc pour Shiraz à l'âge de 20 ans, en 1271/2. Là, il devait rencontrer Shaykh Najib al-Din Buzghush, mais ce dernier est décédé avant que Safi ne l'atteigne. Il a ensuite continué sa recherche dans la région caspienne, où il a rencontré Zahed Gilani dans le village de Hilya Karin en 1276/7. Là, il devint disciple de ce dernier et entretenait des relations étroites avec lui ; Safi a épousé la fille de Zahed, Bibi Fatima, tandis que le fils de Zahed, Hajji Shams al-Din Muhammad, épousait la fille de Safi.
Safi et Bibi Fatima eurent trois fils ; Muhyi al-Din, Sadr al-Din Musa (qui lui succéda plus tard), et Abu Sa'id. Safi fut désigné comme le prochain en ligne de l'ordre Zahediyeh par Zahed, qu'il succéda en 1301 après la mort de ce dernier. La succession de Safi à la Zahediyeh a été accueillie avec animosité par la famille de Zahedi et certains de ses disciples. Safi a renommé l'ordre en Safaviyya, et a commencé à le réformer, le transformant d'un ordre soufi local en un mouvement religieux, qui diffusait de la propagande à travers l'Iran, la Syrie, l'Asie Mineure, et même jusqu'au Sri Lanka. Il s'est assuré une influence politique substantielle, et a fait de son fils Sadr al-Din Musa son héritier : il était résolu à garder sa famille au pouvoir.

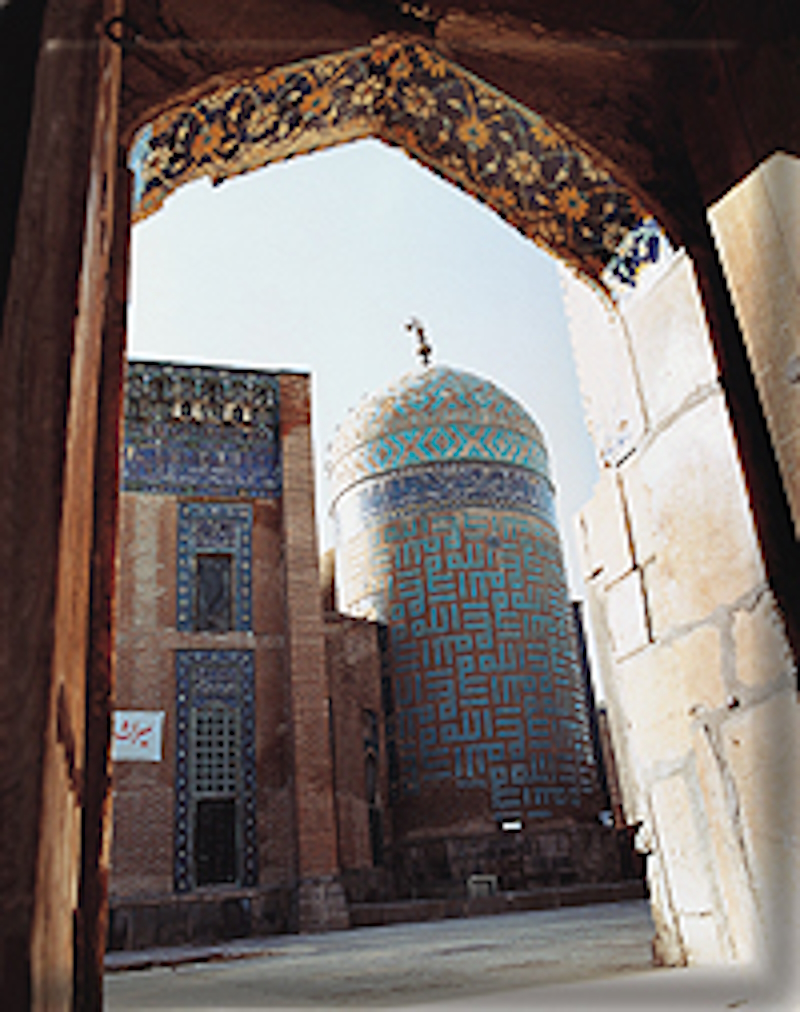
Le tombeau de Safi al-Din à Ardabil.

Safi est décédé le 12 septembre 1334, où il a été enterré.

## Lignée
Safi-ad-Din était d'origine kurde,. Selon Minorsky, l'ancêtre de Sheykh Safi al-Din Firuz-Shah Zarrin-Kolah était un homme riche, vivait à Gilan et ensuite les rois kurdes lui donnèrent Ardabil et ses dépendances. Vladimir Minorsky fait référence aux revendications de Sheykh Safi al-Din remontant ses origines à Ali ibn Abu Talib, mais exprime des doutes à ce sujet.
La lignée masculine de la famille Safavide donnée par le plus ancien manuscrit du Safwat as-Safa est : "(Sheykh) Safi al-Din Abul-Fatah Ishaaq le fils de Al-Shaykh Amin al-Din Jebrail le fils de al-Saaleh Qutb al-Din Abu Bakr le fils de Salaah al-Din Rashid le fils de Muhammad al-Hafiz al-Kalaam Allah le fils de Javaad le fils de Pirooz al-Kurdi al-Sanjani (Piruz Shah Zarin Kolah le Kurde de Sanjan)" similaire à l'ascendance du beau-père de Sheykh Safi al-Din, Sheikh Zahed Gilani, qui venait également de Sanjan, dans le Grand Khorasan.

## Ascension en tant que Murshid

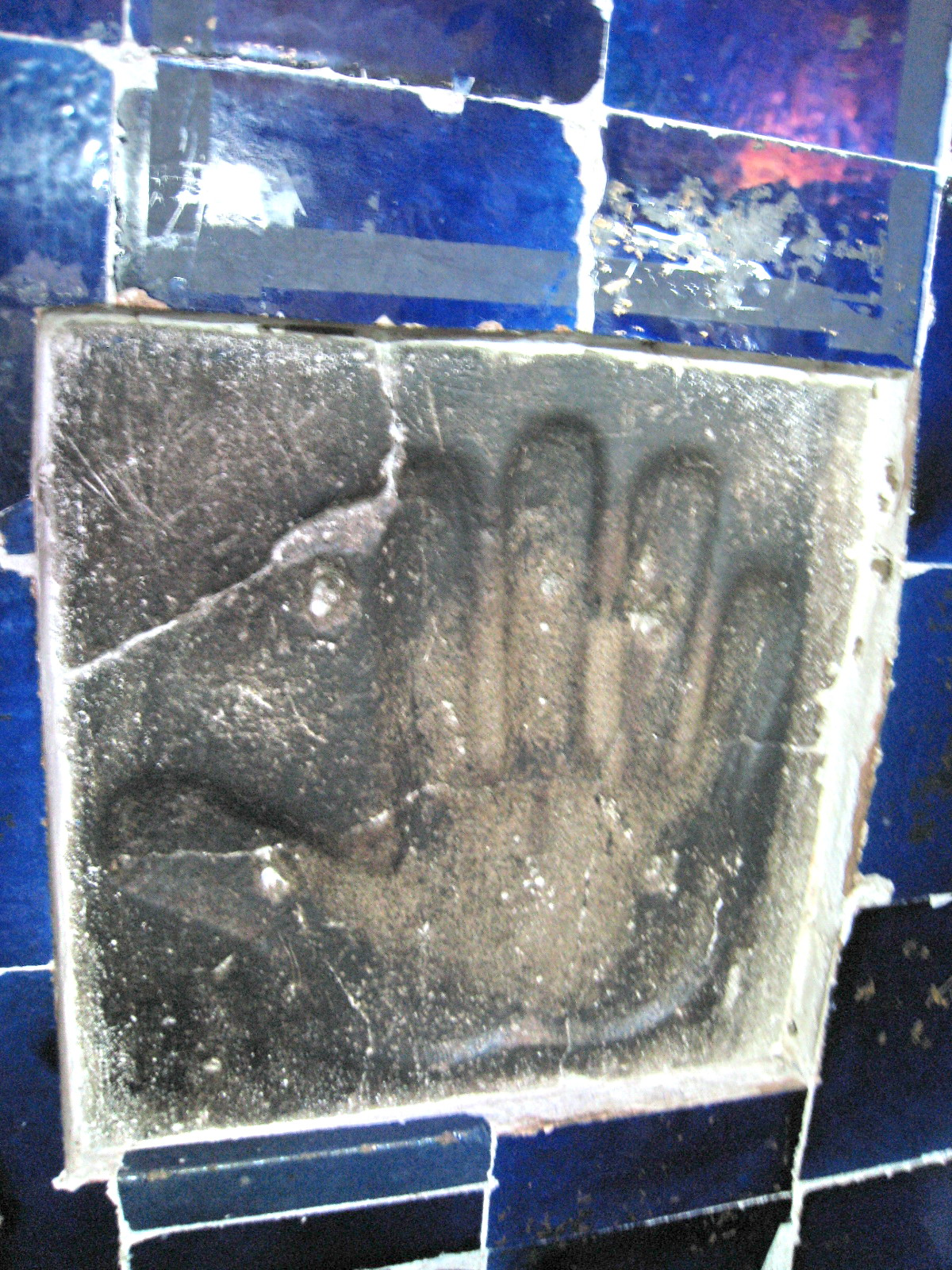
Une figure gravée d'une main géante, dans le mausolée de Safi-ad-Din Ardabili, montrant le signe chiite des Panj-tan-e Āl-e Abā.

Safi al-Din a hérité de l'ordre soufi de Sheikh Zahed Gilani, la "Zahediyeh", qu'il a par la suite transformé en la sienne, la "Safaviyya". Zahed Gilani a également donné sa fille Bibi Fatemeh en mariage à son disciple favori. Safi al-Din, à son tour, a donné une fille d'un précédent mariage en mariage au deuxième fils de Zahed Gilani. Au cours des 170 années suivantes, l'Ordre Safaviyya a acquis du pouvoir politique et militaire, culminant finalement dans la fondation de la dynastie Safavide qui a établi le contrôle sur des parties du Grand Iran et réaffirmé l'identité iranienne de la région, devenant ainsi la première dynastie autochtone depuis l'Empire sassanide à établir un état national officiellement connu sous le nom d'Iran.

## Poésie
Safi al-Din a composé des poèmes dans le dialecte iranien de Vieux Azerbaïdjanais. Il était un descendant de la septième génération de Firuz-Shah Zarrin-Kolah, un dignitaire local iranien.
Onze quatrains de Sheikh Safi ad-Din Ardabili, enregistrés par Pirzada, sont répertoriés sous le titre "Poèmes Talysh de Razhi".
La langue Azerbaïdjanaise des quatrains de Sheikh Sefi ad-Din a été étudiée par B. V. Miller, qui, au cours de ses recherches, a conclu que le dialecte des habitants d'Ardabil et de la région d'Ardabil est la langue des ancêtres des Talysh modernes, mais déjà dans la première moitié du XIVe siècle,.
Seuls quelques vers de la poésie de Safi al-Din, appelés Dobaytis (doubles vers), ont survécu. Écrits en langue azerbaïdjanaise ancienne et persan, ils ont aujourd'hui une importance linguistique.